# Texto dramático

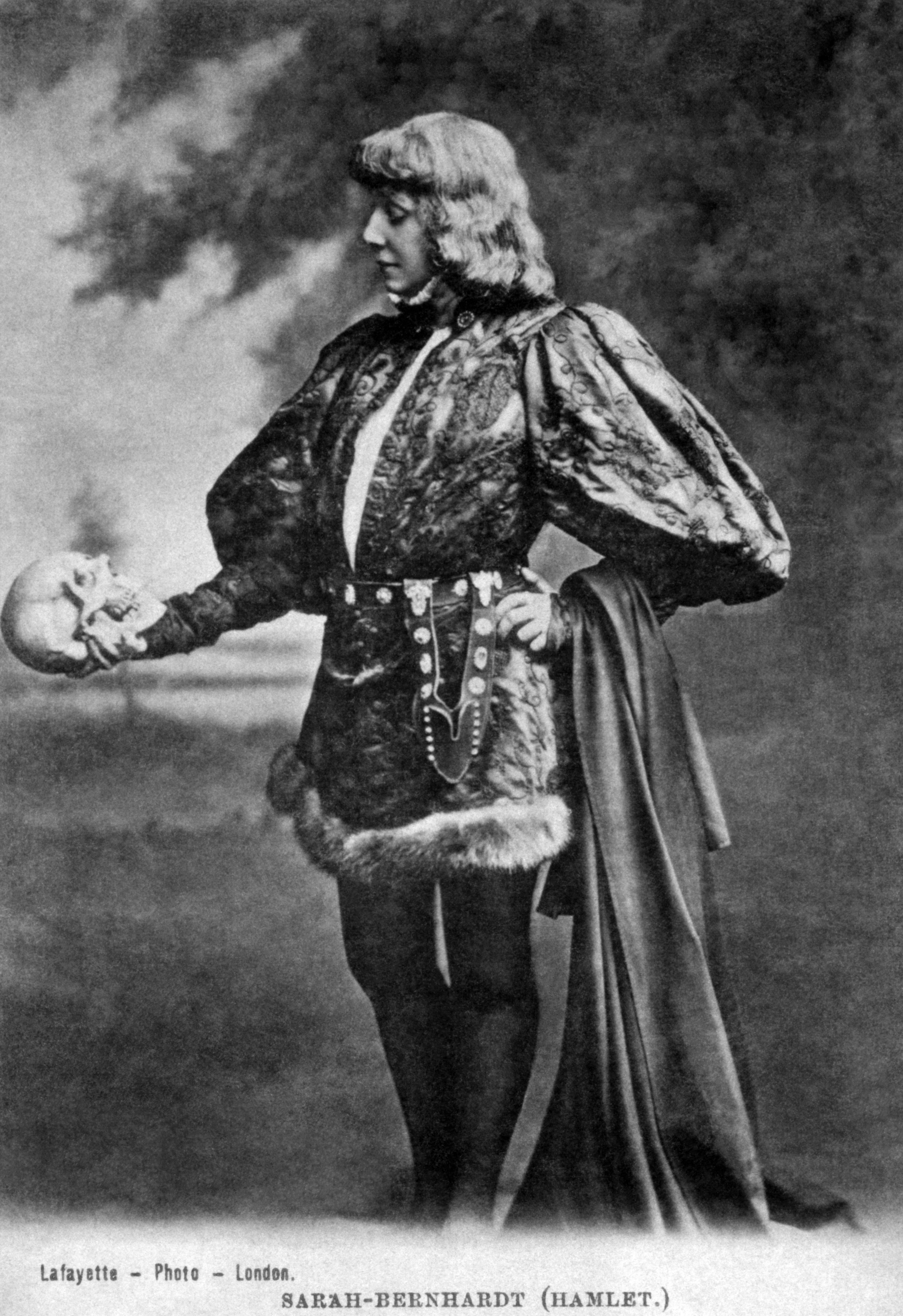
La actriz Sarah Bernhardt interpretando el drama Hamlet. La obra discurre alrededor de la locura, y de la transformación del profundo dolor en desmesurada ira. Además de explorar temas como la traición, la venganza, el incesto y la corrupción moral.

El texto dramático es un texto que expone un conflicto en la vida de los personajes, tiene por objetivo representar el conflicto al público, o sea que ha sido escrito con el objetivo primario de que los personajes interactúen mediante diálogos y acciones frente al público en vez de ser leído.
El texto dramático puede contener un texto principal y otro secundario. El texto principal se presenta mediante, diálogos, apartes y monólogos. Los diálogos entre los personajes del relato, son el principal elemento aglutinador de la acción y el relato, los apartes son reflexiones o comentarios breves que realiza un personaje, estando solo. El monólogo en cambio es una alocución que realiza un personaje sin dirigirse a ningún personaje en especial, por lo general para manifestar sus sentimientos o pensamientos.
El texto secundario, está compuesto por una serie de notas e indicaciones que explican como debe ponerse en escena el texto. Por ejemplo indicando los desplazamientos de los personajes en el escenario, la vestimenta de los personajes, el tipo de escenografía donde se desarrolla la acción.
Existen tres tipos básicos de texto dramático el drama, la tragedia y la comedia.

## Drama y teatro
Las obras de teatro dependen de un acuerdo implícito de todos los participantes autor, actores y audiencia, en el sentido de aceptar la operación del teatro y las convenciones que el mismo conlleva. El drama es una actividad decididamente irreal, que solo puede permitirse si todos los involucrados lo admiten.
De esta forma se puede evaluar la calidad de un drama analizando hasta qué punto puede llevar al espectador más allá de su propia realidad y a qué uso se puede poner esta versión imaginativa. Para poder emitir un juicio se deben conocer las reglas mediante las cuales los actores interactúan en la obra. Estas reglas pueden ser convenciones sobre el texto, la actuación o la expectativa de la audiencia. Solo cuando todas las convenciones funcionan juntas sin problemas en síntesis y en la fantasía de la experiencia se disfruta con la mente y la emoción de un gran drama.
A pesar de la gran diversidad del drama, todas las obras tienen ciertos elementos comunes. Por un lado, el drama nunca puede convertirse en una experiencia "privada" -como puede ser una novela o un poema. Los personajes pueden ser sobrehumanos y divinos en apariencia, habla y acciones o grotescos y ridículos, pero mientras se comporten de maneras humanas incluso vagamente reconocibles, el espectador puede comprenderlos. Solo si son demasiado abstractos dejan de comunicarse teatralmente. Por lo tanto, la figura de la Muerte en el drama medieval razona como un ser humano, y un dios en la tragedia griega o en Shakespeare habla como cualquier mortal. Una obra, por lo tanto, cuenta su historia mediante la imitación del comportamiento humano. La lejanía o proximidad de ese comportamiento a la vida real de la audiencia puede afectar de manera importante la respuesta de esa audiencia: puede sorprenderse de lo que ve, o puede reírse con una superioridad desacostumbrada ante payasadas, o puede sentir simpatía. Estas diferencias de alienación o empatía son importantes, porque al abrir o cerrar esta brecha estética entre el escenario y el público, un dramaturgo puede controlar la experiencia del espectador de la obra y darle un propósito.
Por otra parte aunque las figuras estáticas pueden ser tan significativamente simbólicas, la revelación del personaje, así como el control de las respuestas de la audiencia, depende de la presentación dinámica de las figuras en acción. La situación debe ser representada en el escenario, y debe ser reconocible y creíble hasta cierto punto, animando a los personajes como lo haría en la vida. Hay quienes sostienen que la acción es el factor principal en el drama, y que el personaje no puede surgir sin ella. Como no existe una obra sin una situación, parece imposible separar la idea de un personaje de la situación en la que se encuentra. Especialmente relevantes son el alcance y la escala del personaje en situación, sea, por ejemplo, si el hombre se enfrenta a Dios o un hombre que enfrenta a su esposa, porque eso se acerca más al tipo de experiencia que la obra ofrece a su audiencia. 
Otro elemento a tener en cuenta es el estilo. Cada obra posee un estilo propio que no es algo impuesto por los actores sobre el texto después de haber sido escrito, ni es intrascendente al tema de la obra. Por el contrario, una obra de teatro no se comunicará sin ello. De hecho, muchas obras exitosas casi lo único con lo que cuentan es estilo. Por estilo, se entiende el estado de ánimo y el espíritu de la obra, su grado de fantasía o realismo, su calidad de ritualismo o ilusión, y la forma en que estas cualidades son señaladas por las direcciones, en el texto de la obra. En sus detalles más finos, el estilo de una obra controla el tipo de gesto y movimiento del actor, así como su tono de voz, su ritmo e inflexión. De esta manera, la actitud de la audiencia también está preparada: nada es más desconcertante que ser engañado pensando que se está en presencia de una comedia o una tragedia y encontrar lo opuesto, aunque algunas obras destacadas introducen en forma deliberada  elementos de ambas.